# Ford Ranchero

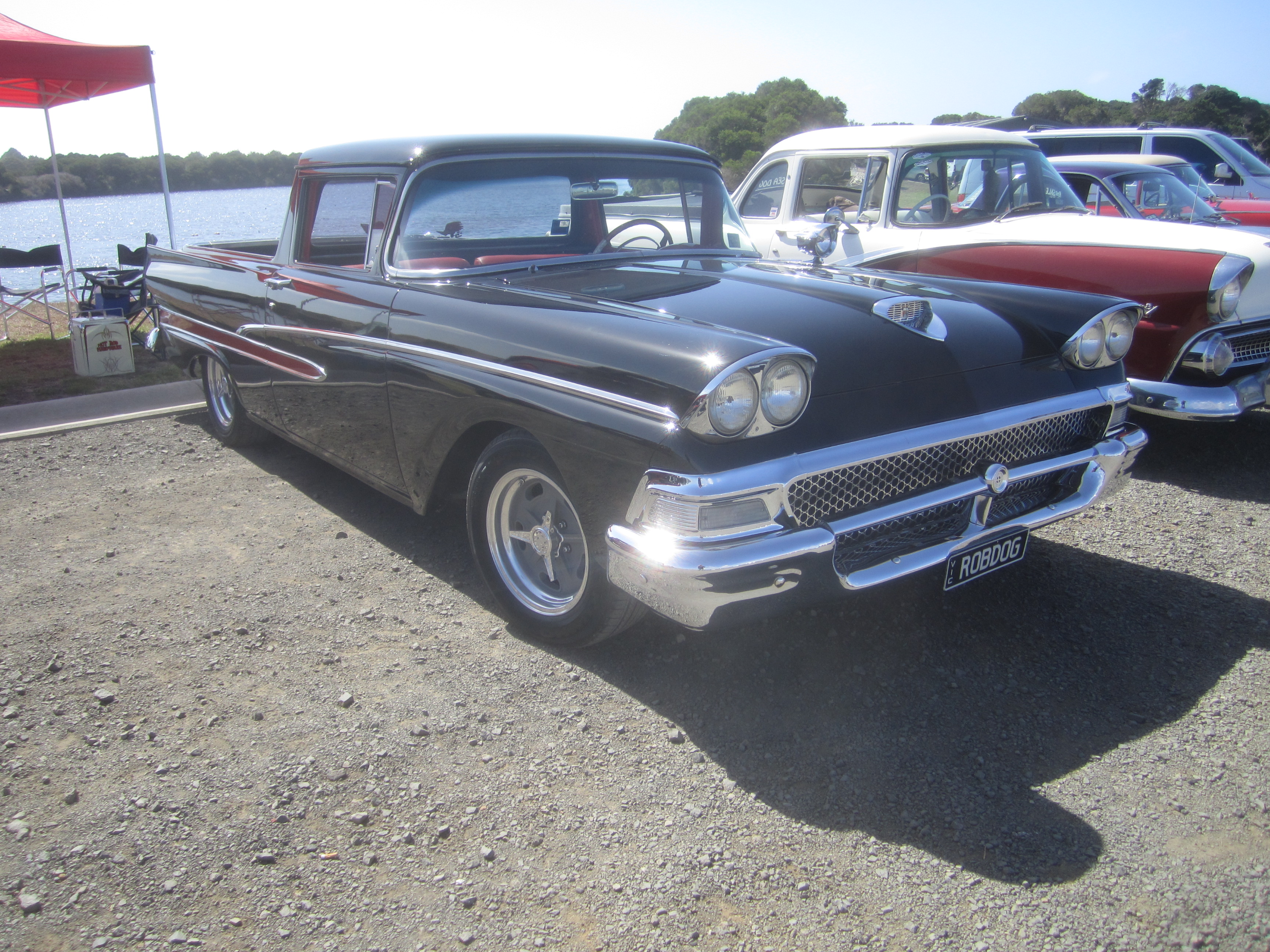
Ford Ranchero 1958 (baseado na carroceria da Ford Courier).

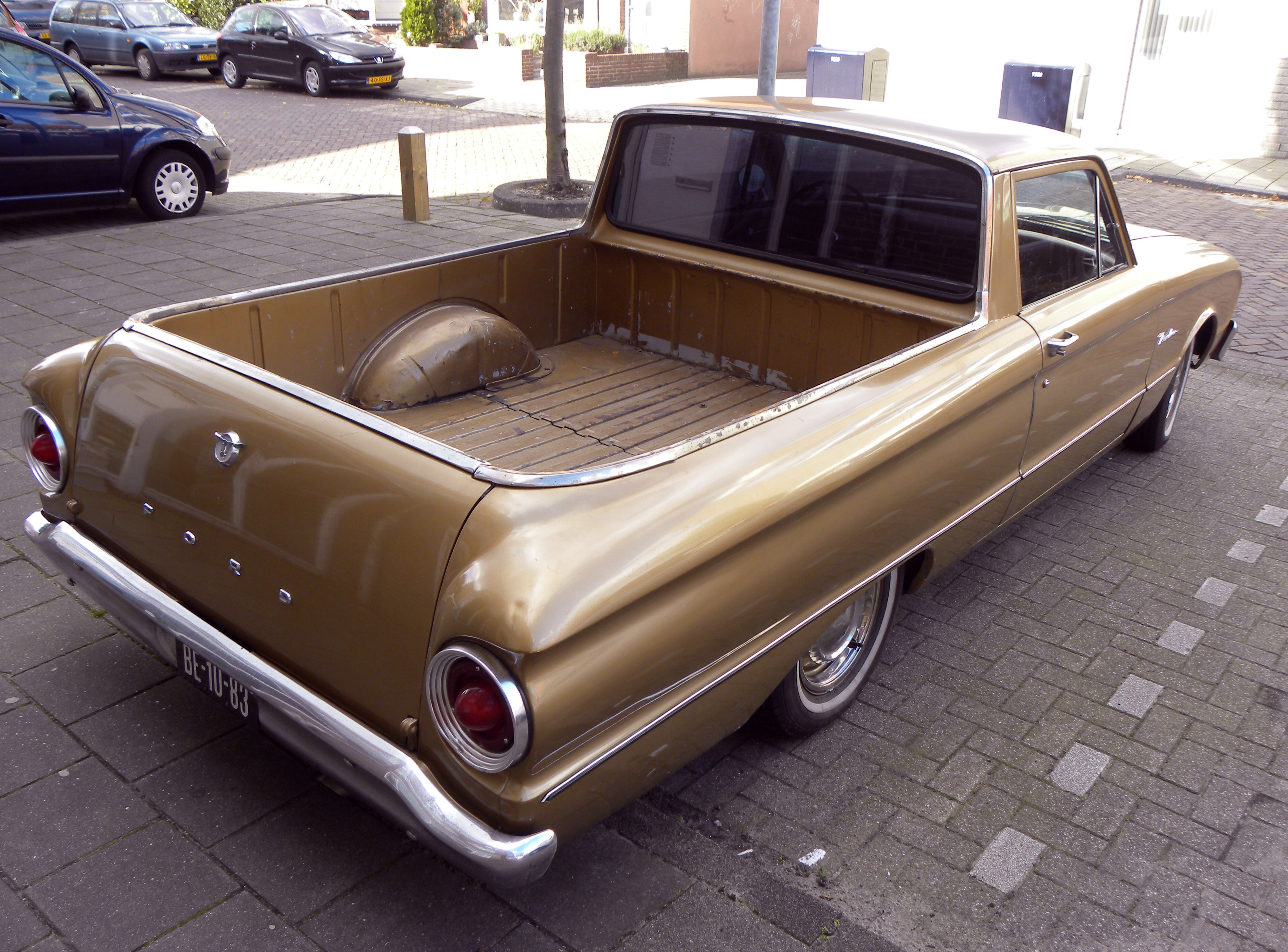
Segunda geração,anos 60-67, agora baseado no Ford Falcon.

O Ranchero é uma picape baseada em um veículo médio da Ford, o Ford Torino. A Ford Ranchero foi a primeira picape leve derivada de automóvel que surgiu. O modelo apareceu nos EUA em 1956 e não fez muito sucesso, tendo sido retirada de linha em 1979. De seu segmento, o modelo mais famoso na época era a Chevrolet El Camino. A resposta definitiva da Ford ao El Camino SS veio em 1970, com o Ford Ranchero GT. Derivado do Ford Torino, o Ranchero ganhava um V8 429 (sete litros!) de 365 cv — alimentado por um carburador de corpo quádruplo da Motorcraft e com o famoso scoop “shaker” disponível como opcional.
A rivalidade entre os fãs do El Camino e do Ranchero é quase tão grande quanto aquela que existe entre os admiradores do Camaro e do Mustang.

## Galeria
- Primeira geração, baseado no Ford Courier (1957-1959)
- Segunda geração, baseado no Ford Falcon (1960-1965)
- Terceira geração (1966-1967)
- Quarta geração (1968-1969)
- Imagem:1972 Ford Ranchero GT (5133278792).jpg
- Imagem:Ford Ranchero Front.jpgImagem:Ford Ranchero Front.jpg
- Ficheiro:Sétima geração (1977-1979)